# Rathaus Weißer Hirsch

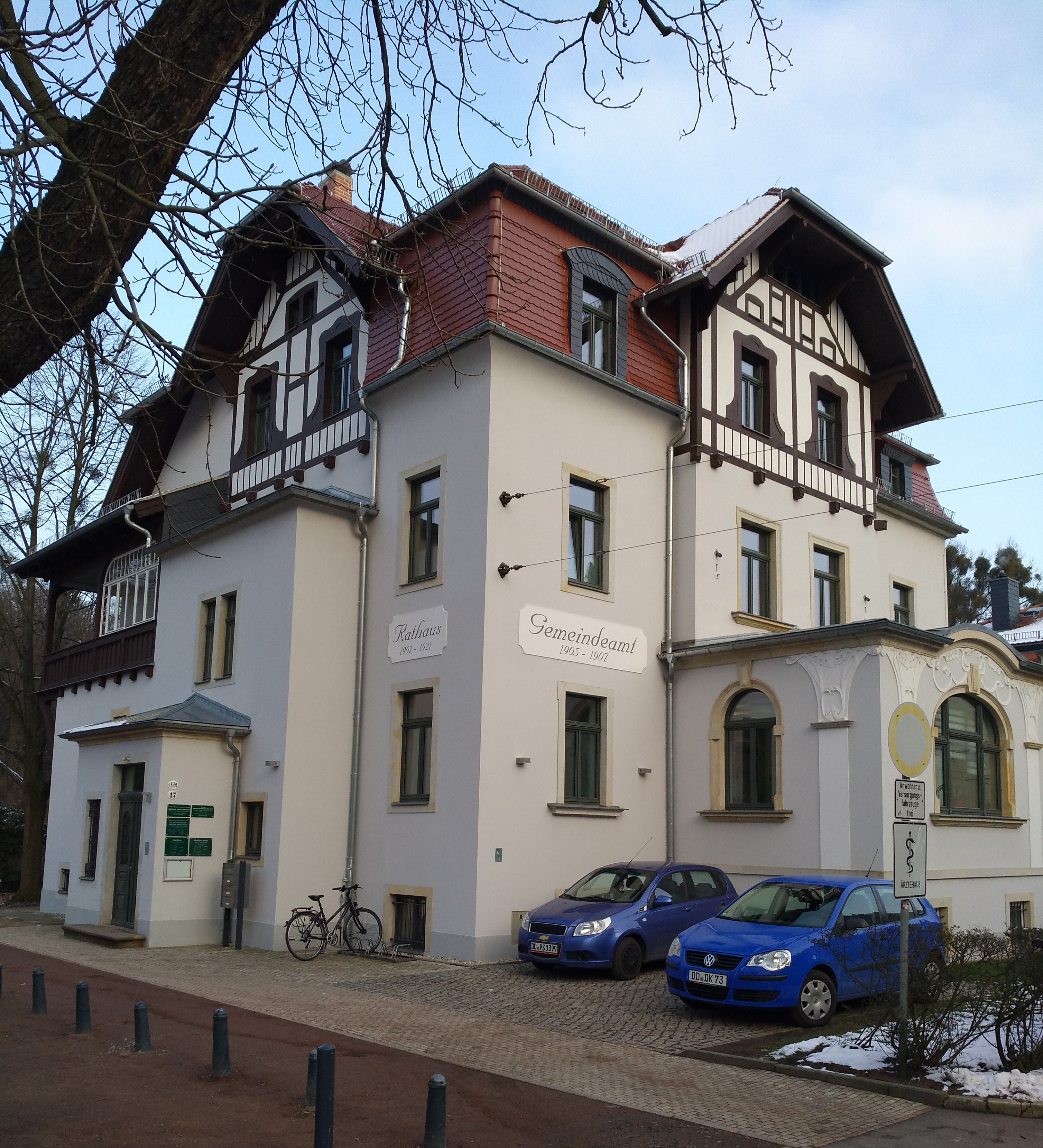
Ehemaliges Rathaus der Gemeinde Weißer Hirsch (2018)

Als Rathaus Weißer Hirsch werden zwei Gebäude bezeichnet, die von der selbständigen Gemeinde Weißer Hirsch als Rathaus genutzt wurden. Dies war in der Zeit von 1894 bis 1905  das 1. Rathaus mit der heutigen Adresse Luboldtstraße 24 und von 1905 bis 1921, dem Zeitpunkt der Eingemeindung nach Dresden das 2. Rathaus mit der heutigen Adresse Bautzner Landstraße 17. Sie waren jeweils Sitz der Gemeindeverwaltung und beinhalteten auch die Beratungsräume des Gemeinderates. Beide Gebäude existieren noch heute (Stand 2023) und werden als Wohnhäuser im repräsentativen Stil (Luboldtstraße) bzw. Ärztehaus (Bautzner Landstraße) genutzt.

## Geschichte
Ausgehend von einem 1664 errichteten Winzerhaus, dessen damaliger Besitzer 1688 das Schankrecht erhielt und als Fuhrmannsschänke wegen ihrer Lage nahe der Heide „Zum Weißen Hirsch“ genannt wurde, gab diese Schänke schließlich dem gesamten Stadtteil seinen Namen. Diesem wurde 1726 der Status „kanzleischriftsässiges Gut“ verliehen, verbunden mit einigen Privilegien. Im 18. Jahrhundert entwickelte sich um das Gut eine kleine Gemeinde von Obst- und Gemüsebauern, die als Häusler auch als Winzer tätig wurden. Die Gutsprivilegien wurden durch Gesetz 1834 aufgehoben und die nunmehrige Landgemeinde führte Anfang 1839 auf der Grundlage der Sächsischen Landgemeindeordnung von 1838 erstmals Gemeindevorsteher und Gemeindeausschüsse, d. h. eine eigene Gemeindeverwaltung ein. Diese war, wie damals üblich, vor allem in den Räumen des jeweiligen Gemeindevorstandes untergebracht. 
Der Seifenfabrikant Ludwig Küntzelmann wiederum kaufte 1872 das alte Gut „Weißer Hirsch“ und teilte die Gutsfelder in Parzellen auf, auf denen „eine Colonie der Villen und Sommerfrischen“ entstand. Auf Küntzelmanns Gesuch an das Innenministerium erhielt der Weiße Hirsch im Jahr 1875 den Namenszusatz „klimatischer Kurort“. Die weitere Entwicklung des Weißen Hirschs hin zu einem Kurort von europäischem Rang wurde wesentlich durch Heinrich Lahmann geprägt. Er pachtete 1887 das Fridabad und eröffnete es im Folgejahr als „Dr. Lahmanns physiatrisches Sanatorium“ neu. Insgesamt mietete er 15 Villen in der nahen Umgebung des Sanatoriums an, die als Gästeunterkünfte dienten. Innerhalb weniger Jahre hatte Lahmanns Sanatorium Weltruhm erreicht und wurde jährlich von bis zu 7000 wohlhabenden Patienten aufgesucht.

## 1. Rathaus

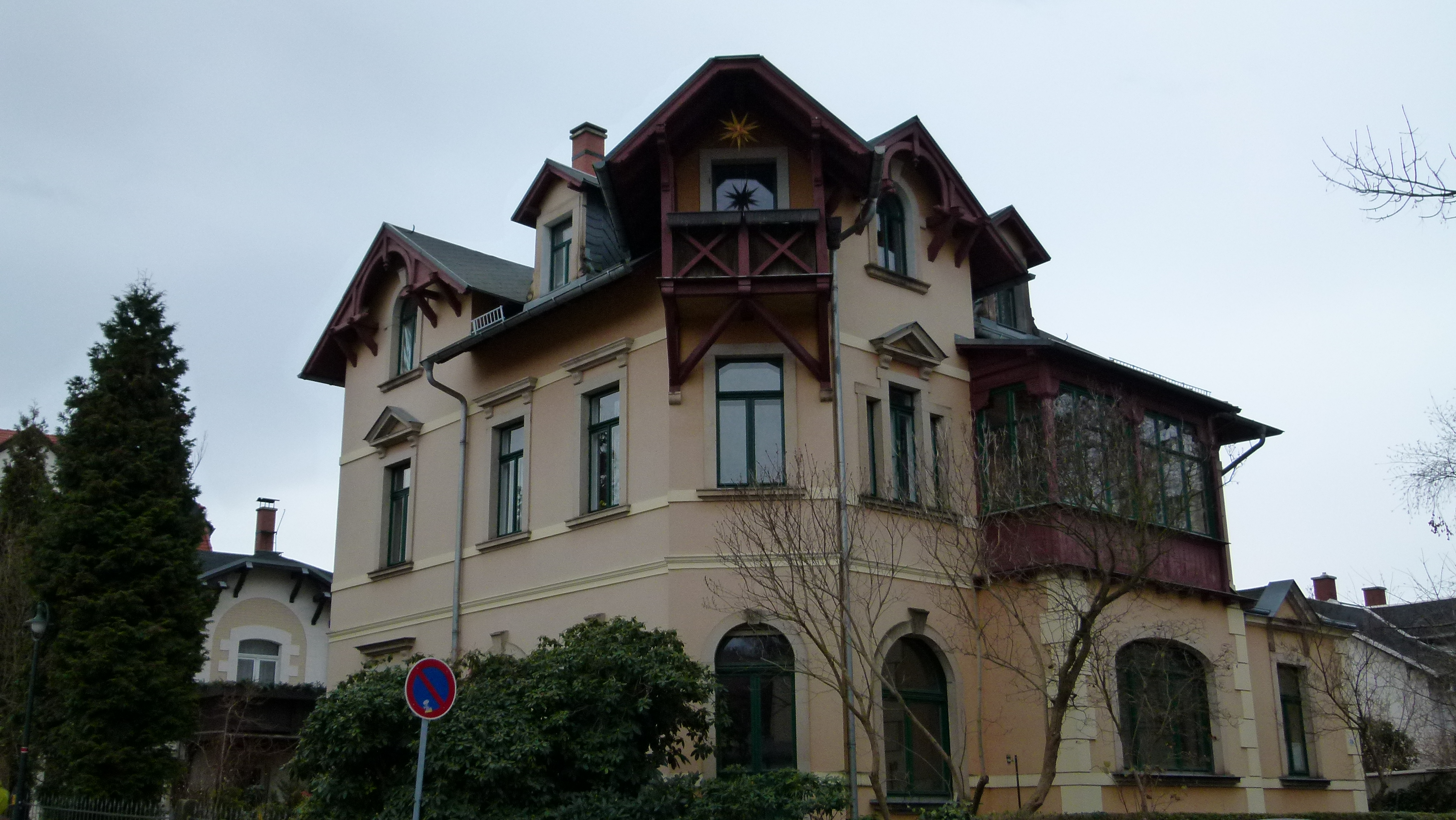
Das erste Rathaus von Weißer Hirsch (2011)

1882 war Karl August Adam Gemeindevorstand, die Gemeindeverwaltung war in dessen Wohnhaus Loschwitzer Straße 1 (nun: Plattleite 68) untergebracht und mit der rasanten Entwicklung des Ortes tauchte um 1888 erstmals der Gedanke an ein eigenes Rathaus auf. 1893 wurde der Architekt F. Richard Schaeffer (1846–1902) Gemeindevorstand, in dessen Wohnung Bautzner Straße 8 (jetzt Bautzner Landstraße 15) nunmehr die Verwaltung untergebracht war, für die er aber auf Grund seines Berufes auch die Pläne für ein erstes Rathaus in der Luboldtstraße ausarbeitete. 1894 wurde es eingeweiht, neben der Verwaltung hatte die Ortssparkasse ihren Sitz, des Weiteren waren Dienstwohnungen im Haus untergebracht.
Das 1. Rathaus befand sich in der Schulstraße 2 b, die heutige Adresse lautet Luboldtstraße 24 ((Lage)). Der Eingang befand sich direkt an der Gebäudeecke und trug über ihm die Aufschrift Rathaus. Allerdings genügte es schon bald nicht mehr den gewachsenen Verwaltungsanforderungen.

## 2. Rathaus

### Bau und Nutzung bis 1921

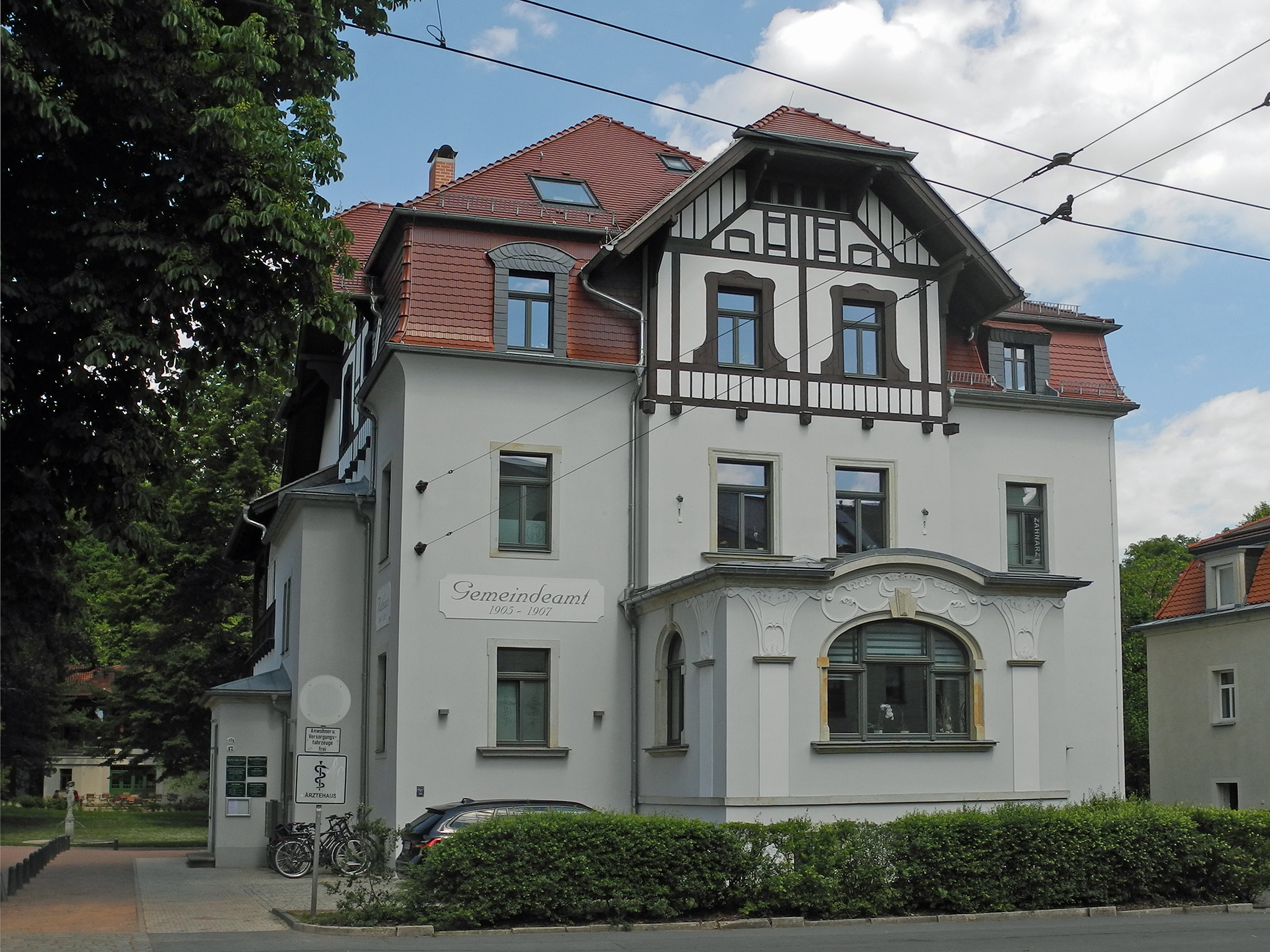
Das zweite Rathaus des Ortsteils Weißer Hirsch während der Sanierung (2011)

Der Architekt Ferdinand Schaeffer (* um 1870, † um 1930), Sohn des Baumeisters F. Richard Schaeffer hatte 1904 in der heutigen Bautzner Landstr. 15 ein repräsentatives Gebäude errichtet und wollte dort die Gemeindeverwaltung ansiedeln (dort zog 1905 schließlich die Kaiserliche Reichspost  ein). Aber der Gemeinderat entschied sich für die 1903 neuerbaute Villa, Bautzner Landstraße 17. Der Name Villa Stange rührte daher, dass der russische Staatsrat und Mäzen Nicolaus Stange (1819–1902) die alte Villa bewohnt hatte, die dann 1903 nach seinem Tode durch einen Neubau ersetzt wurde. Hier zogen 1905 die Ortsverwaltung und Sparkasse ein. (Lage). Aus unbekannten Gründen wurde es zunächst nur Gemeindeamt genannt, ab 1907 wurde es offiziell Rathaus Weißer Hirsch benannt.
In dem Gebäude wurden, z. T. nach und nach, als Institutionen untergebracht:
- Gewerbe-, Pass- und Meldeangelegenheiten,
- Einwohner- und Fremdenmeldeamt,
- Sparkasse, Fundbüro und Polizei,
- Gemeinde-Waisenrat und
- das Standesamt.

Ebenfalls hatte ein Bausachverständiger seinen Sitz in dem Gebäude.

### Nutzung nach 1921
Am 7. Januar 1921 hörte der selbständige Ort auf zu existieren, an diesem Tag wurde die Zwangseingemeindung nach Dresden vollzogen. Nach dem Ende der selbständigen Gemeindeverwaltung richtete die Stadt Dresden im Gebäude die Städtische Kurverwaltung ein, die bis 1939, dem Ausbruch des Zweiten Weltkrieges hier ihren Sitz hatte. Ebenfalls blieb die Sparkasse im Gebäude, diese bis 1945.
1939 wurde in den Räumen der Kurverwaltung ein Wirtschaftsamt eingerichtet, was Lebensmittelkarten und Bezugsscheine für beispielsweise Fahrräder, Kinderwagen oder Kücheneinrichtungen ausgab, und das seine Tätigkeit auch nach 1945 zunächst noch fortführte und bis 1950 nach und nach einstellte; dessen Räume wurden teilweise zu Wohnungen umgebaut. 1950 ging das Haus an die Stadtsparkasse Dresden, die nach der Vereinigung und Umbenennung in Ostsächsische Sparkasse Dresden bis 2008 noch eine Filiale betrieb.
2011/2012 wurde das Gebäude umfassend saniert und dient inzwischen als Ärztehaus.